# 奇異反応
奇異反応（きいはんのう、paradoxical reaction、paradoxical effect）とは、薬物療法において、本来予想されるはずの作用の逆の反応が生じることである。

例えば、一部の人で、鎮静薬の使用に併せて、予想されるのとは正反対の一連の反応をもたらし、重篤で複雑な事態を生じさせる。ベンゾジアゼピンの奇異反応は、自殺傾向の有無にかかわらず抑うつ、恐怖症、攻撃性、暴力、精神病と時に誤診される症状から成る。大人に処方された鎮静薬の一部は、一部の子供に多動症をもたらす。

## ベンゾジアゼピン
ベンゾジアゼピンは、「マイナー」トランキライザーと呼ばれる種類の向精神薬で、催眠、精神安定、抗不安、抗てんかん、筋弛緩などの性質を持つが、正反対の反応を引き起こすこともある。敏感な人では、ベンゾジアゼピン治療に対して、不安の増加、攻撃性、動揺、精神錯乱、脱抑制、衝動の制御を失う、多弁、暴力行為、痙攣の反応がある可能性がある。矛盾した副作用は犯罪行動さえも招く可能性もある。
ベンゾジアゼピンに起因する重篤な行動変化には、躁病、統合失調症、怒り、衝動性、軽躁病などが報告されている。
ベンゾジアゼピンの奇異反応は用量に依存するように見え、そのため高用量で生じやすい可能性がある。
ベンゾジアゼピンに起因する逆説的な激怒反応は、意識の水準が変化した結果として、無意識下での行動、前向性健忘、抑制のない攻撃性を生じる。これらの攻撃的な反応は、脱抑制のセロトニン作動性の機序によって生じる可能性がある。
英国医師会雑誌（BMJ）への投書では、児童虐待が現に行われているかその脅威があるとされた親は、その時点で薬を服用していた割合が高く、頻繁にベンゾジアゼピンと三環系抗うつ薬が併用されていたことが報告された。多くの母親が、精神安定剤を消費している間、不安や抑うつを少なく感じた代わりに、子供や同様にほかの家族の一員への敵意と攻撃性があらわになったと述べた。執筆者は、対処が困難な泣いている赤ちゃんと精神安定剤の作用との組み合わせのような環境的あるいは社会的ストレスが、児童虐待の出来事を促す可能性があると警告した。
自己攻撃性が、臨床試験における研究条件下で報告され実証されている。ジアゼパムは、自らを害する気持ちを増加させることが判明している。
ベンゾジアゼピンは、たまに発作性疾患を有する患者において、脳波測定値の逆説的な悪化をもたらす。

## バルビツール酸
フェノバルビタールは子供において多動の原因となる。前日にフェノバルビタールが服用されていない条件で、20mgの小用量で生じる可能性がある。この反応の前提条件は緊張感の持続である。作用の機序は知られていないが、フェノバルビタールの抗不安作用によって始まる。

## 抗精神病薬
クロルプロマジンは、抗精神病薬および制吐薬で、「メジャー」トランキライザーに分類され、動揺、興奮、不眠症、奇妙な夢、精神病性症状の悪化、中毒性の錯乱状態のような奇異反応を引き起こす可能性がある。

## 抗うつ薬
抗うつ薬は稀に、所望の作用とは対照的に、異常な暴力性あるいは自殺衝動の状態にする。これは奇異反応と見なすことができる。子供と青年では、事例は非常にまれだが、抗うつ薬の服用で自傷行為と自殺念慮の奇異反応に対してより反応する。

## 抗生物質
奇異反応あるいはイーグル現象（最初に記述したH・イーグルにちなんだ名称）、抗菌剤 (antimicrobial) の活性を試験したとき、生存数の増加を観察したことに言及している。